# Priorio
Priorio (oficialmente en asturiano: Les Caldes) es una parroquia del municipio de Oviedo (España), y un lugar de dicha parroquia que dista 10 kilómetros de la capital municipal. La parroquia tiene una población de 379 habitantes (sadei 2019) y ocupa una extensión de 4,86 km².

## Entidades singulares de población
La parroquia de Priorio comprende las siguientes entidades de población: Las Caldas, Casielles, Cuesta Ayones, La Piñera, La Premaña y Priorio.

## Localidades limítrofes
- Sendín
- Caces

## Economía
En la parroquia de Priorio se encuentra un manantial al que se le atribuyen propiedades medicinales.
La historia del Balneario de las Caldas comenzó en 1772, bajo la dirección del arquitecto Manuel Reguera, con un proyecto en el que se llevó a cabo la canalización del agua termal, la construcción de un edificio de baños y habitaciones para que los enfermos pudieran hacer uso de sus aguas.
En el siglo XIX, el balneario se fue transformando y adaptándose a los gustos del momento y a principios del siglo XX surgió el fenómeno del veraneo termal.
A partir del primer tercio del siglo pasado este tipo de establecimientos sufrieron un declive progresivo, de forma que Las Caldas sólo permanecía abierto en la época estival, hasta que en 2004 cerró sus puertas.
Actualmente se encuentra en proceso de rehabilitación por parte de las empresas CEYD y HUNOSA.
La primera fase del Balneario de Las Caldas de Oviedo estará abierta, previsiblemente, en el mes de marzo del año 2008.

## Administración
Priorio depende administrativamente de Oviedo: lista de alcaldes de Oviedo.

## Demografía
| Año | 1968 | 1996 | 2000 | 2001 | 2002 | 2003 | 2004 | 2005 | 2008 |
| Población | 705  | 411  | 441  | 437  | 442  | 460  | 451  | 438  | 417  |
| Fuentes: 1968: Gran Enciclopedia Asturiana 1996: Nomenclátor de Entidades de Población de Asturias 1996 2008: sadei resto: Instituto Nacional de Estadística |      |      |      |      |      |      |      |      |      |

## Monumentos

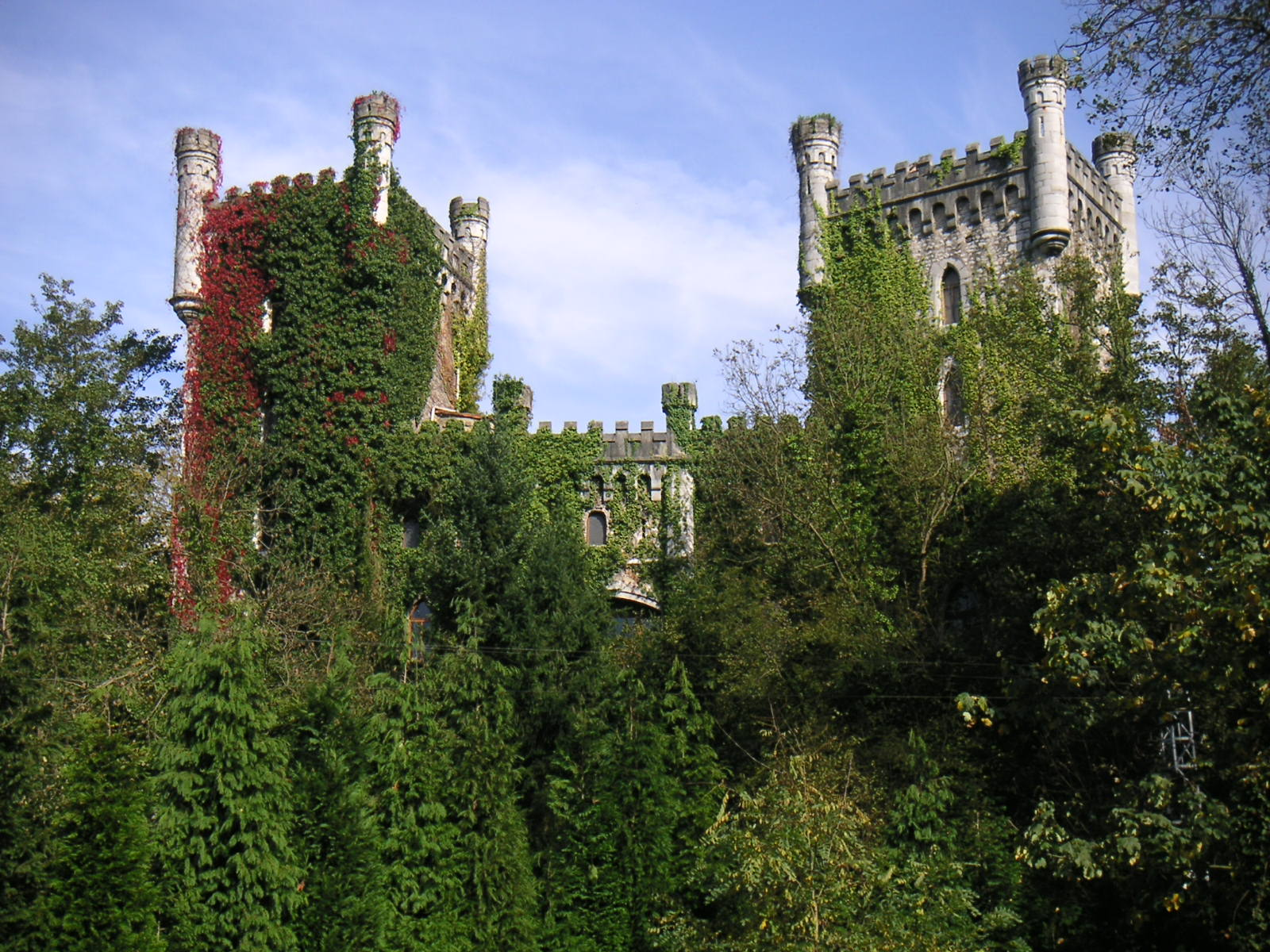
Castillo de San Juan del Priorio.

- San Juan de Priorio, iglesia de los siglos XII-XIII con ampliaciones posteriores: la espadaña, del siglo XVIII; las capillas laterales, el pórtico y el baptisterio, de los siglos XIX-XX. Es un templo de estilo románico de planta de cruz latina con cubierta de cielo raso, que antes fue de madera. El ábside es de bóveda de cañón y de media esfera en el centro. Posee un tímpano esculpido y decorado con la visión de Cristo en Majestad.
- Cuevas de la Lluera. Cercanas a Priorio están estas cuevas prehistóricas, declaradas Bienes de Interés Cultural. El abrigo de La Lluera I (solutrense) enseña, grabado en las paredes, un gran e interesante número de figuras animales (caballos, uros, ciervas, cabras...), especialmente en la llamada Gran Hornacina de la pared izquierda; en el de La Lluera II (próximo a la I), por el contrario, los muros presentan signos más bien triangulares, interpretados como símbolos sexuales femeninos.
- Casa-fuerte o Castillo de Priorio, situado en una colina sobre el valle del Nalón y que pertenecía al Obispado de Oviedo.(Ver en Google maps)
- Palacio del Marqués de Santa Cruz, señor de estas tierras y benefactor de las mismas, tal y como queda reflejado en la placa conmemorativa de 1932 sita frente al principal ingreso al mismo. El inmueble, paradigma de simbiosis entre arquitectura popular y noble, se originó a partir de una torre (finales de la Edad Media) con tres pisos. Después (siglo xviii), se añadiría el cuerpo lateral.